# Attheyella bennetti
Attheyella bennetti är en kräftdjursart som först beskrevs av Brehm 1928.  Attheyella bennetti ingår i släktet Attheyella och familjen Canthocamptidae. Inga underarter finns listade i Catalogue of Life.